# Brueghelsyndroom
Het Brueghelsyndroom (ook syndroom van Brueghel) is een medisch probleem met volgende combinatie van symptomen: oromandibulaire dystonie (verkramping van mond en kaken) en aanvallen van blefarospasmen (verkramping van de oogleden). Het beeld van een patiënt met dit syndroom was gelijkend op de man uit het schilderij De Gaper van Pieter Brueghel de Oude, waarnaar het syndroom genoemd is.
Ook de naam syndroom van Meige wordt gebruikt, naar de Franse neuroloog Henri Meige, die het syndroom in 1910 voor het eerst beschreef.
Het probleem is van neurologische aard.